# Oggetti non stellari nella costellazione dell'Eridano
Principali oggetti non stellari presenti nella costellazione dell'Eridano.

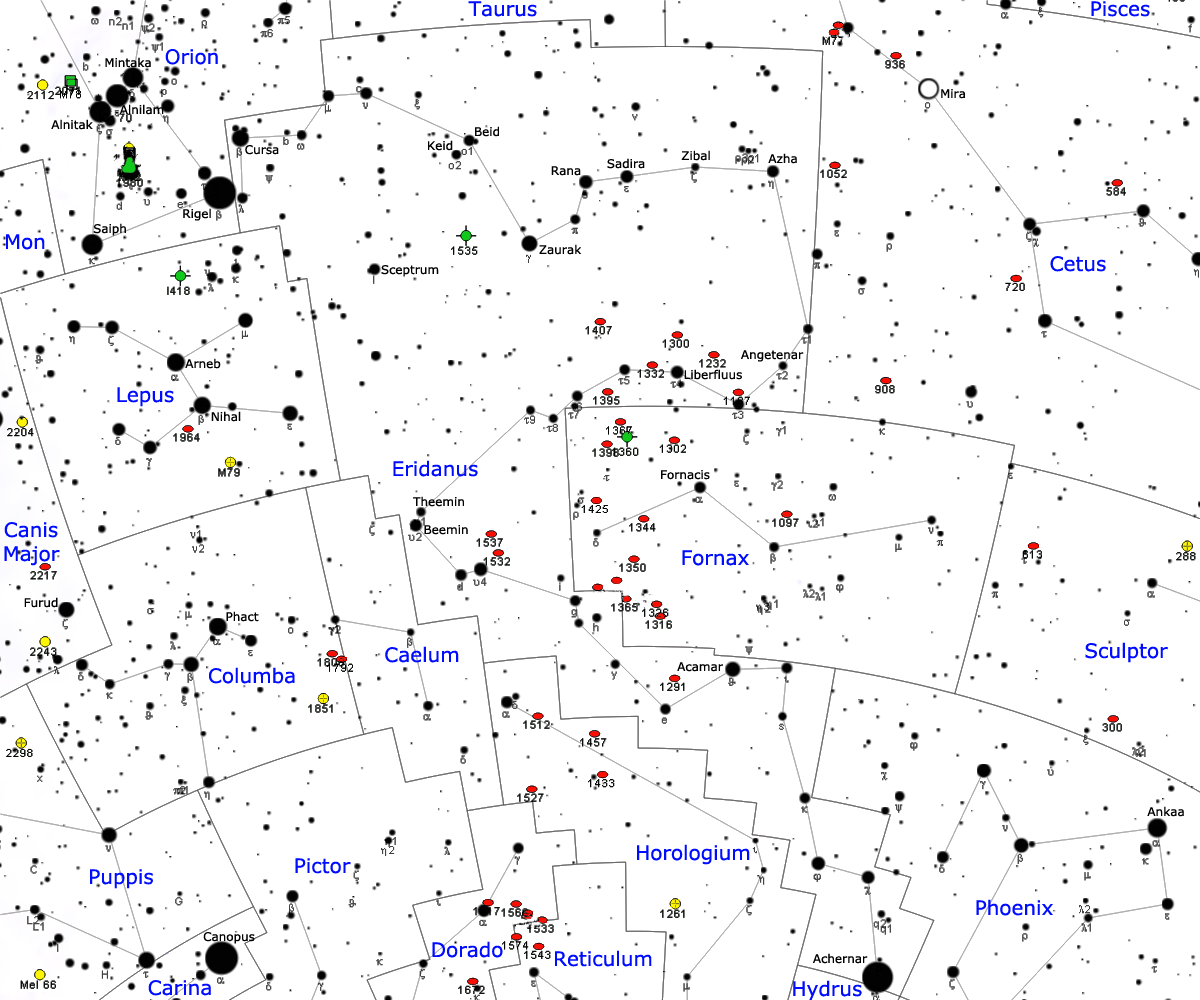
Mappa della costellazione di Eridano.

## Nebulose planetarie
- NGC 1535

## Nebulose diffuse
- Bolla di Eridano
- Nebulosa Testa di Strega (IC 2118)

## Galassie
- LEDA 97372
- M0416 8958
- NGC 685
- NGC 745
- NGC 754
- NGC 782
- NGC 795
- NGC 852
- NGC 939
- NGC 954
- NGC 979
- NGC 1081
- NGC 1082
- NGC 1083
- NGC 1084
- NGC 1089
- NGC 1091
- NGC 1092
- NGC 1098
- NGC 1099
- NGC 1100
- NGC 1102
- NGC 1103
- NGC 1105
- NGC 1108
- NGC 1110
- NGC 1114
- NGC 1118
- NGC 1119
- NGC 1120
- NGC 1121
- NGC 1125
- NGC 1126
- NGC 1132
- NGC 1133
- NGC 1139
- NGC 1140
- NGC 1145
- NGC 1148
- NGC 1150
- NGC 1151
- NGC 1152
- NGC 1154
- NGC 1155
- NGC 1157
- NGC 1158
- NGC 1162
- NGC 1163
- NGC 1172
- NGC 1179
- NGC 1180
- NGC 1181
- NGC 1182
- NGC 1185
- NGC 1187
- NGC 1188
- NGC 1189
- NGC 1190
- NGC 1191
- NGC 1192
- NGC 1195
- NGC 1196
- NGC 1199
- NGC 1200
- NGC 1222
- NGC 1202
- NGC 1203
- NGC 1204
- NGC 1206
- NGC 1208
- NGC 1209
- NGC 1214
- NGC 1215
- NGC 1216
- NGC 1221
- NGC 1223
- NGC 1225
- NGC 1228
- NGC 1229
- NGC 1230
- NGC 1231
- NGC 1232
- NGC 1234
- NGC 1238
- NGC 1239
- NGC 1241
- NGC 1242
- NGC 1247
- NGC 1248
- NGC 1253
- NGC 1256
- NGC 1258
- NGC 1262
- NGC 1263
- NGC 1266
- NGC 1284
- NGC 1285
- NGC 1286
- NGC 1287
- NGC 1289
- NGC 1290
- NGC 1291
- NGC 1295
- NGC 1296
- NGC 1297
- NGC 1298
- NGC 1299
- NGC 1300
- NGC 1301
- NGC 1303
- NGC 1304
- NGC 1305
- NGC 1308
- NGC 1309
- NGC 1314
- NGC 1315
- NGC 1319
- NGC 1320
- NGC 1321
- NGC 1322
- NGC 1323
- NGC 1324
- NGC 1325
- NGC 1328
- NGC 1329
- NGC 1331
- NGC 1332
- NGC 1337
- NGC 1338
- NGC 1345
- NGC 1346
- NGC 1347
- NGC 1352
- NGC 1353
- NGC 1354
- NGC 1355
- NGC 1357
- NGC 1358
- NGC 1359
- NGC 1361
- NGC 1362
- NGC 1363
- NGC 1364
- NGC 1368
- NGC 1369
- NGC 1370
- NGC 1372
- NGC 1376
- NGC 1377
- NGC 1383
- NGC 1386
- NGC 1388
- NGC 1389
- NGC 1390
- NGC 1391
- NGC 1392
- NGC 1393
- NGC 1394
- NGC 1395
- NGC 1397
- NGC 1400
- NGC 1401
- NGC 1402
- NGC 1403
- NGC 1404
- NGC 1405
- NGC 1407
- NGC 1413
- NGC 1414
- NGC 1415
- NGC 1416
- NGC 1417
- NGC 1418
- NGC 1419
- NGC 1421
- NGC 1422
- NGC 1423
- NGC 1424
- NGC 1426
- NGC 1434
- NGC 1436
- NGC 1438
- NGC 1439
- NGC 1440
- NGC 1441
- NGC 1445
- NGC 1447
- NGC 1449
- NGC 1450
- NGC 1451
- NGC 1452
- NGC 1453
- NGC 1460
- NGC 1461
- NGC 1464
- NGC 1467
- NGC 1468
- NGC 1470
- NGC 1472
- NGC 1475
- NGC 1477
- NGC 1478
- NGC 1481
- NGC 1482
- NGC 1484
- NGC 1486
- NGC 1487
- NGC 1489
- NGC 1492
- NGC 1504
- NGC 1505
- NGC 1507
- NGC 1509
- NGC 1516
- NGC 1518
- NGC 1519
- NGC 1521
- NGC 1524
- NGC 1525
- NGC 1531
- NGC 1532
- NGC 1537
- NGC 1538
- NGC 1540
- NGC 1547
- NGC 1552
- NGC 1561
- NGC 1562
- NGC 1563
- NGC 1564
- NGC 1565
- NGC 1568
- NGC 1575
- NGC 1576
- NGC 1580
- NGC 1583
- NGC 1584
- NGC 1586
- NGC 1591
- NGC 1592
- NGC 1594
- NGC 1597
- NGC 1599
- NGC 1600
- NGC 1601
- NGC 1603
- NGC 1604
- NGC 1606
- NGC 1607
- NGC 1609
- NGC 1610
- NGC 1611
- NGC 1612
- NGC 1613
- NGC 1614
- NGC 1618
- NGC 1619
- NGC 1620
- NGC 1621
- NGC 1622
- NGC 1623
- NGC 1625
- NGC 1627
- NGC 1628
- NGC 1630
- NGC 1631
- NGC 1632
- NGC 1635
- NGC 1636
- NGC 1637
- NGC 1638
- NGC 1640
- NGC 1643
- NGC 1645
- NGC 1646
- NGC 1648
- NGC 1650
- NGC 1653
- NGC 1654
- NGC 1656
- NGC 1657
- NGC 1659
- NGC 1665
- NGC 1666
- NGC 1667
- NGC 1681
- NGC 1686
- NGC 1692
- NGC 1694
- NGC 1699
- NGC 1700
- NGC 1720
- NGC 1721
- NGC 1723
- NGC 1725
- NGC 1726
- NGC 1728
- NGC 1741
- NGC 1752
- NGC 1779
- NGC 1797
- NGC 1799

## Ammassi di galassie
- Abell 383
- Abell 514
- Ammasso di Eridano
- MACS J0329.7-0211
- MACS J0416.1-2403
- MACS J0429.6-0253
- RCS2 J032727-132623
- Superammasso della Fornace-Eridano

## Gruppi di Galassie
- Gruppo di ESO 246-21
- Gruppo di NGC 1084
- Gruppo di NGC 1103
- Gruppo di NGC 1222
- Gruppo di NGC 1241
- Gruppo di NGC 1300
- Gruppo di NGC 1316
- Gruppo di NGC 1370
- Gruppo di NGC 1386
- Gruppo di NGC 1395
- Gruppo di NGC 1399
- Gruppo di NGC 1407
- Gruppo di NGC 1417
- Gruppo di NGC 1461
- Gruppo di NGC 1512
- Gruppo di NGC 1589
- Gruppo di NGC 1667
- Gruppo di NGC 1700
- Gruppo di NGC 1723
- Gruppo di NGC 1752

## Lampi gamma
- GRB 080913